# Ossaea cabraliensis
Ossaea cabraliensis är en tvåhjärtbladig växtart som först beskrevs av John Julius Wurdack, och fick sitt nu gällande namn av D'el Rei Souza. Ossaea cabraliensis ingår i släktet Ossaea och familjen Melastomataceae. Inga underarter finns listade i Catalogue of Life.